# Peter Kühnel
Peter Kühnel (født 4. marts 1953 i Svendborg) er en dansk officer.
Kühnel blev menig 1972. Han blev uddannet på Hærens Officersskole 1974-78 og tog Føringskursus og Stabskursus I 1982, Operations- og Stabskursus i Tyskland 1983-85 og blev videreuddannet på NATO Defense College i Rom i 2003. 2004 tog han SACEUR Higher Command Course. 1973 blev han sergent, 1978 premierløjtnant, 1983 kaptajn, 1987 major, 1992 oberstløjtnant, 1998 oberst og 2003 generalmajor.
1979-82 var Kühnel næstkommanderende i panserinfanterikompagni ved Fynske Livregiment, 1982-83 operationsofficer i staben ved Jyske Division, 1985-88 næstkommanderende for Operationssektionen ved Jyske Division, 1988-90 næstkommanderende for T-sektionen ved Vestre Landsdelskommando, 1990-91 militær assistent for chefen for Hærens Operative Kommando, 1991-92 chef for Operationssektionen ved 1. Jyske Brigade, 1992 chef for Operationssektionen ved DANCON UNPROFOR, 1992-94 bataljonschef ved Slesvigske Fodregiment, 1994 chef for Føringsafdelingen ved Hærens Kampskole, 1995-96 chef for Beredskabs- og Øvelsessektionen i Forsvarsstaben, 1996-98 leder af faggruppen for landoperationer, tillige kursusleder ved Forsvarsakademiet, 1998-99 chef for 3. Jyske Brigade, 1999-2002 chef for Planlægningsafdelingen i Forsvarsstaben, 2002 stabschef i KFOR Rear, senere NATO Headquarters, Skopje, 2003-04 Assistant Chief of Staff/Logistics and Infrastructure Division/RHQ AFNORTH, 2004-06 Director of the Joint Forces Training Centre i Bydgoszcz, Polen, 2006-07 chef for Danske Division, 2008-10 chef for Operationsstaben i Forsvarskommandoen og har siden 2010 været chef for Danske Division.
Kühnel bærer Kommandørkorset af 1. grad af Dannebrogordenen, Hæderstegnet for god tjeneste ved Hæren (25 år) og Hjemmeværnets Fortjensttegn.